# روبکو پاوزه
روبکو پاوزه (به ایتالیایی: Robecco Pavese) یک کومونه در ایتالیا است که در استان پاویا واقع شده‌است. روبکو پاوزه ۶٫۹ کیلومتر مربع مساحت و ۵۴۵ نفر جمعیت دارد و ۷۵ متر بالاتر از سطح دریا واقع شده‌است.